# 7802 Такіґуті
7802 Такіґуті (7802 Takiguchi) — астероїд головного поясу, відкритий 2 грудня 1996 року.
Тіссеранів параметр щодо Юпітера — 3,482.
Названо на честь Такіґуті (яп. たきぐち(滝口) такіґуті).